# 飯倉照平
飯倉 照平（いいくら しょうへい、1934年3月28日 - 2019年7月24日）は、中国文学者。旧・東京都立大学名誉教授。南方熊楠研究で著名。

## 人物・来歴
千葉県生まれ。東京都立大学中国文学科卒業。出版社勤務を経て、神戸大学文学部講師、東京都立大助教授・教授、1998年定年退官。『南方熊楠全集』、『同選集』（平凡社）の校訂、中国民話の会世話人、南方熊楠邸保存顕彰会で資料整理・刊行に当たった。2004年に南方熊楠賞特別賞受賞。叙従四位、瑞宝小綬章追贈。

## 著書
- 『人類の知的遺産69　魯迅』講談社 1980
- 『南方熊楠 森羅万象を見つめた少年』岩波ジュニア新書 1996
- 『中国の花物語』集英社新書 2002
- 『南方熊楠 梟のごとく黙坐しおる』ミネルヴァ書房〈ミネルヴァ日本評伝選〉 2006
- 『南方熊楠の説話学』勉誠出版 2013
- 『中国民話と日本　アジアの物語の原郷を求めて』勉誠出版 2019

### 編著
- 南方熊楠『十二支考』（校訂 全3巻） 平凡社東洋文庫 1972-1973、ワイド版2006
- 『南方熊楠　人と思想』（編） 平凡社 1974
- 『柳田国男・南方熊楠往復書簡集』 平凡社 1976／平凡社ライブラリー 上・下 1994
- 『雲南の民族文化』（編） 研文出版 1983
- 『南方熊楠・土宜法龍往復書簡』長谷川興蔵共編[3]、八坂書房 1990
- 『南方熊楠百話』長谷川興蔵共編[4]、八坂書房 1991
- 『熊楠漫筆　南方熊楠未刊文集』鶴見和子・長谷川興蔵共編、八坂書房 1991
- 岡本清造『岳父・南方熊楠』原田健一共編、平凡社 1995

### 翻訳
- 『中国古典文学大系6 淮南子・説苑』平凡社 1974。後者を担当
- 『山東民話集』鈴木健之共編訳、平凡社東洋文庫 1975
- 『魯迅全集17・18・19　日記』訳者代表、学研　1986
- 『中国民話集』 岩波文庫 1993
- 『南方熊楠英文論考 ［ネイチャー］誌篇』監修、集英社 2005
- 『南方熊楠英文論考 ［ノーツ アンド クエリーズ］誌篇』監修、集英社 2014